# Noah Kirkwood
Noah Kirkwood (nacido en Ottawa; 27 de diciembre de 1999) es un baloncestista canadiense que actualmente juega en el WKS Śląsk Wrocław de la PLK polaca. Con 2,01 metros de estatura, juega en la posición de alero.

## Trayectoria deportiva
Es un jugador formado en la Northfield Mount Hermon School de Northfield en Massachusetts hasta 2018, cuando ingresó en la Universidad Harvard, situada en Cambridge, Massachusetts, donde jugó durante cuatro temporadas la NCAA con los Harvard Crimson, desde 2018 a 2022.
Tras no ser elegido en el Draft de la NBA de 2022, disputaría cuatro partidos de la liga de verano de la NBA con los Brooklyn Nets. El 6 de octubre de 2022 firmó un contrato con los Brooklyn Nets. Seis días más tarde, sería dado de baja.
El 24 de octubre de 2022, Kirkwood fue asignado a los Long Island Nets de la NBA G League. El 3 de noviembre de 2022, los Long Island Nets desactivaron su contrato y el 15 de diciembre de 2022, lo volvieron a activar.
El 29 de junio de 2023, firma por el Telekom Baskets Bonn de la Basketball Bundesliga de Alemania.
El 28 de junio de 2024 se comprometió con el Saint-Quentin Basket-Ball de la LNB Pro A francesa.